# Gersemia japonica
Gersemia japonica is een zachte koralensoort uit de familie van de Nephtheidae. De wetenschappelijke naam van de soort is voor het eerst geldig gepubliceerd in 1906 door Kukenthal.